# Théorème vivant
Théorème vivant est un livre paru en 2012, écrit par le mathématicien français Cédric Villani qui raconte ses années de recherche de 2008 à 2010.

## Résumé

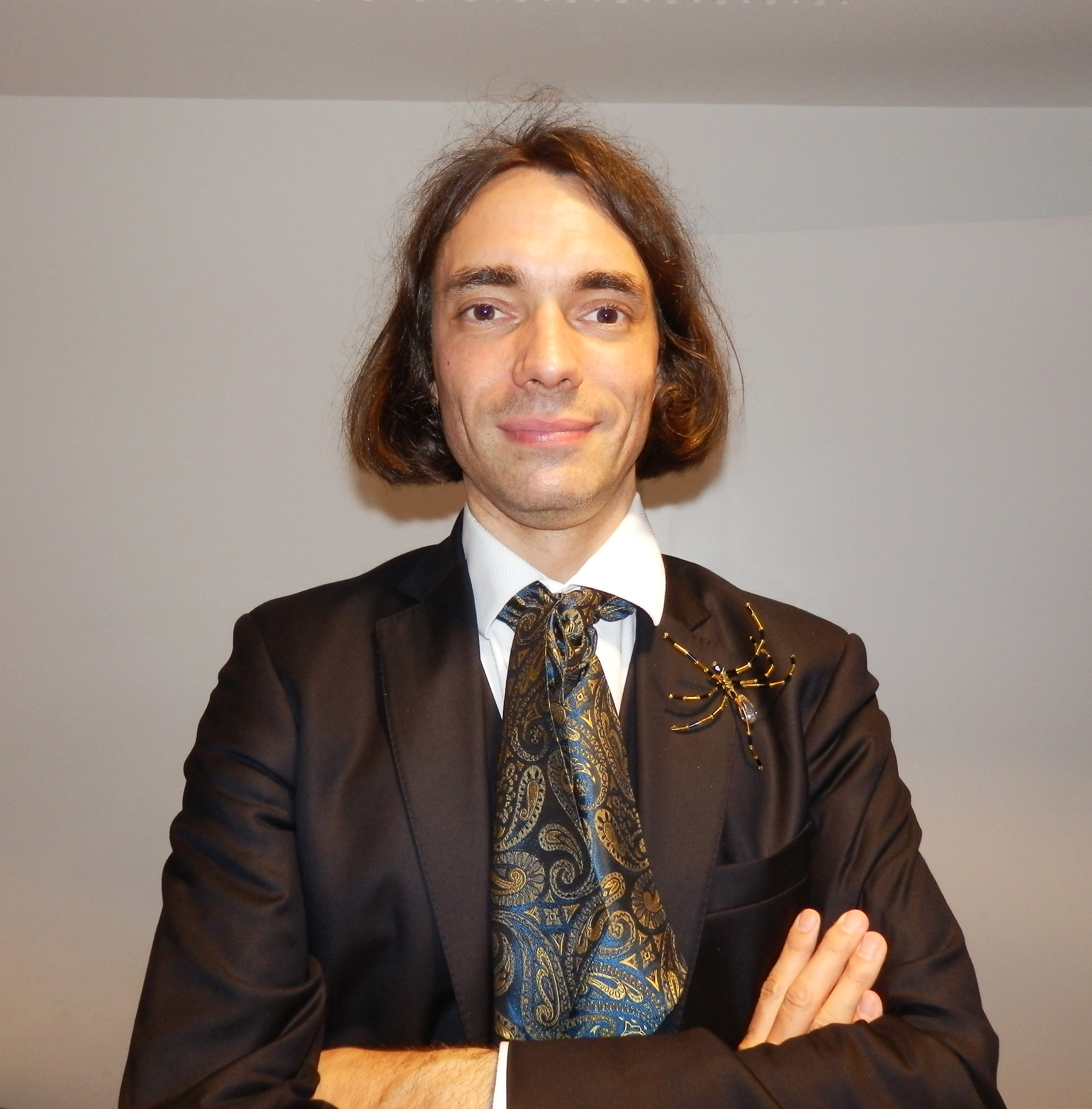
Cédric Villani

Villani décrit dans ce livre ses recherches sur l’amortissement Landau, menées avec Clément Mouhot, dont il a été le directeur de thèse. Plus précisément, le livre commence avec la première conjecture sur le fait que cet amortissement s’établit dans un contexte perturbatif non linéaire, et il se termine avec l’obtention par Cédric Villani de la médaille Fields en 2010 et la publication de la démonstration dans Acta Mathematica.
À propos du titre, Cédric Villani a déclaré : « ce titre, c'est aussi une façon d'insister sur le caractère vivant des mathématiques. Les mathématiques, pour les gens, c'est mort, immuable depuis des siècles. Or ce n'est pas du tout cela, c'est foisonnant, c'est en perpétuelle évolution ».

## Accueil
Le livre est considéré comme un témoignage intéressant sur la « science en train de se faire » et s'est plutôt bien vendu. Le livre a été traduit en anglais, italien, japonais,  serbe, espagnol,
... et a reçu un bon accueil outre-Manche,